# USS Fessenden (DE-142)
USS Fessenden (DE-142/DER-142) là một tàu hộ tống khu trục lớp Edsall từng phục vụ cùng Hải quân Hoa Kỳ trong Chiến tranh Thế giới thứ hai. Nó là chiếc tàu chiến duy nhất của Hải quân Hoa Kỳ được đặt cái tên này, theo tên Giáo sư Reginald Aubrey Fessenden (1866-1932), nhà khoa học đóng góp nhiều phát minh hữu ích cho hải quân, bao gồm radio, sonar và radar. Nó đã phục vụ cho đến khi chiến tranh kết thúc, cho xuất biên chế vào năm 1946, rồi lại được nâng cấp và xếp lại lớp như một tàu hộ tống khu trục cột mốc radar DER-142 để tiếp tục phục vụ từ năm 1952 đến năm 1960. Sau cùng nó bị đánh chìm như một mục tiêu ngoài khơi Trân Châu Cảng vào năm 1967. Fessenden được tặng thưởng hai Ngôi sao Chiến trận do thành tích phục vụ trong Thế Chiến II.

## Thiết kế và chế tạo
Lớp Edsall có thiết kế hầu như tương tự với lớp Cannon dẫn trước; khác biệt chủ yếu là ở hệ thống động lực Kiểu FMR do được trang bị động cơ diesel Fairbanks-Morse dẫn động qua hộp số giảm tốc đến trục chân vịt. Đây là cấu hình động cơ được áp dụng rộng rãi trên tàu ngầm, được chứng tỏ là có độ tin cậy cao hơn so với lớp Cannon.
Vũ khí trang bị bao gồm ba pháo 3 in (76 mm)/50 cal trên tháp pháo nòng đơn có thể đối hạm hoặc phòng không, một khẩu đội pháo phòng không Bofors 40 mm nòng đôi và tám pháo phòng không Oerlikon 20 mm. Vũ khí chống ngầm bao gồm một dàn súng cối chống tàu ngầm Hedgehog Mk. 10 (có 24 nòng và mang theo 144 quả đạn); hai đường ray Mk. 9 và tám máy phóng K3 Mk. 6 để thả mìn sâu. Con tàu vẫn giữ lại ba ống phóng ngư lôi Mark 15 21 inch (533 mm), và được trang bị radar SC dò tìm không trung và mặt biển. Thủy thủ đoàn đầy đủ bao gồm 186 sĩ quan và thủy thủ.
Fessenden được đặt lườn tại xưởng tàu của hãng Consolidated Steel Corporation ở Orange, Texas vào ngày 4 tháng 1, 1943. Nó được hạ thủy vào ngày 9 tháng 3, 1943, được đỡ đầu bởi bà R. K. Fessenden, con dâu của Giáo sư Fessenden, và nhập biên chế cùng Hải quân Hoa Kỳ vào ngày 25 tháng 8, 1943 dưới quyền chỉ huy của Hạm trưởng, Thiếu tá Hải quân William A. Dobbs.

## Lịch sử hoạt động

### Fessenden(DE-142)
Sau khi hoàn tất việc chạy thử máy huấn luyện tại khu vực biển Caribe, Fessenden phục vụ một thời gian tại Norfolk, Virginia như một tàu huấn luyện dành cho thủy thủ đoàn các tàu hộ tống khu trục tương lai. Nó hộ tống một đoàn tàu vận tải đi đến vùng kênh đào Panama, rồi quay trở về Norfolk vào ngày 5 tháng 11, 1943. Trong giai đoạn từ ngày 23 tháng 11, 1943 đến ngày 18 tháng 3, 1944, nó thực hiện hai chuyến hộ tống vận tải vượt Đại Tây Dương để đi đến Casablanca, Maroc thuộc Pháp, rồi đến ngày 3 tháng 4 lại hộ tống một đoàn tàu vận tải khác đi đến Bizerte, Tunisia. Ngoài khơi Bône, Algeria vào ngày 20 tháng 4, đoàn tàu vận tải chịu đựng không kích của đối phương khiến một tàu khu trục hộ tống bị đánh chìm, và trong chặng quay trở về đoàn tàu bị tổn thất thêm hai tàu khu trục do bị tàu ngầm đối phương tấn công. Nó về đến New York an toàn vào ngày 21 tháng 5.
Khởi hành từ Norfolk vào ngày 12 tháng 6, Fessenden hộ tống một đoàn tàu vận tải đi đến Gibraltar, nơi nó tách khỏi đoàn tàu và tiếp nhận hai tàu ngầm chiếm được của Hải quân Ý để áp giải về khu vực Bermuda. Một chiếc tàu ngầm gặp trục trặc động cơ vào ngày 2 tháng 7, buộc phải quay trở lại Gibraltar, trong khi chiếc kia cùng với Fessenden đi đến Bermuda an toàn vào ngày 16 tháng 7. Nó về đến New York vào ngày 22 tháng 7, được đại tu trước khi lên đường đi New London, Connecticut, nơi nó huấn luyện phối hợp với tàu ngầm từ ngày 3 tháng 8 đến ngày 2 tháng 9. Con tàu lại tiếp tục huấn luyện ngoài khơi Maine, rồi quay trở lại Norfolk để gia nhập một đội đặc nhiệm tìm-diệt tàu ngầm, được hình thành chung quanh tàu sân bay hộ tống Mission Bay (CVE-59).
Đội đặc nhiệm được phái đi ngăn chặn một cuộc tiếp tế trên biển giữa tàu ngầm chở hàng U-1062 với một tàu U-boat khác. Đội của tàu sân bay hộ tống Tripoli (CVE-64) đã hỗ trợ vào việc tuần tra tìm kiếm liên tục, và đến ngày 30 tháng 9, Fessenden, Howard (DD-179) và J. R. Y. Blakely (DE-140) được phái đến để tấn công mục tiêu được phát hiện. Lượt tấn công bằng mìn sâu của Fessenden đã đánh chìm U-1062 về phía Tây Nam quần đảo Cape Verde tại tọa độ 11°36′B 34°44′T / 11,6°B 34,733°T; toàn bộ 55 thành viên thủy thủ đoàn của U-1062 đều tử trận.
Đội đặc nhiệm tiếp tục tuần tra chống tàu ngầm tại khu vực Nam Đại Tây Dương, từng ghé đến Dakar, Tây Phi thuộc Pháp, Bahia và Recife, Brazil cùng Cape Town, Nam Phi để được tiếp nhiên liệu và tiếp liệu. Fessenden quay trở về New York vào ngày  26 tháng 11, tham gia các cuộc thực tập huấn luyện tại eo biển Long Island và sau đó ngoài khơi vịnh Guantánamo, Cuba cho đến ngày 19 tháng 1, 1945, khi nó đi đến Miami, Florida để phục vụ như một tàu thực hành cho Trung tâm Huấn luyện Hải quân trong vòng một tháng.
Quay trở lại vịnh Guantánamo vào ngày 12 tháng 2, Fessenden gia nhập trở lại cùng đội đặc nhiệm của Mission Bay, khi đơn vị này hỗ trợ trên không cho một đoàn tàu vốn đang đưa Tổng thống Franklin D. Roosevelt quay trở về sau khi tham dự Hội nghị Yalta. Sau khi được đại tu ngắn tại New York, con tàu cùng đội đặc nhiệm đi lên phía Bắc đến Argentia, Newfoundland, nơi nó gia nhập một lực lượng ngăn chặn đặc biệt, được hình thành trong khuôn khổ Chiến dịch Teardrop nhằm bảo vệ vùng bờ biển Đại Tây Dương khỏi sự xâm nhập của thế hệ tàu U-boat mới của Đức. Đối thủ giờ đây được trang bị ống hơi, cho phép lấy không khí để vận hành động cơ diesel mà không cần phải nổi lên mặt nước; và như thế đối phương trở nên khó phát hiện hơn. Việc tuần tra này được thực hiện cho đến khi chiến tranh kết thúc tại Châu Âu.
Trong tháng 5 và tháng 6, Fessenden lần lượt phục vụ tại New London, Connecticut và Quonset Point, Rhode Island trong các vai trò huấn luyện tàu ngầm và phục vụ canh phòng cho việc huấn luyện chuẩn nhận phi công trên tàu sân bay. Vào ngày 28 tháng 6, nó rời New York để hoạt động huấn luyện tại vịnh Guantánamo, Cuba, rồi khởi hành để đi sang khu vực Mặt trận Thái Bình Dương. Nó vẫn đang huấn luyện tại khu vực phụ cận Trân Châu Cảng khi Nhật Bản chấp nhận đầu hàng vào ngày 15 tháng 8, giúp chấm dứt vĩnh viễn cuộc xung đột. Tuy nhiên con tàu vẫn tiếp tục đi sang khu vực quần đảo Marshall, nơi mà vào ngày 17 tháng 9, Hạm trưởng chỉ huy con tàu trở thành đại diện lực lượng Đồng Minh tiếp nhận sự đầu hàng của lực lượng Nhật Bản trú đóng tại Wotje.
Fessenden tiếp tục ở lại khu vực Wotje để giám sát việc giải giáp và triệt thoái binh lính Nhật Bản khỏi hòn đảo này cho đến ngày 4 tháng 12. Nó khởi hành từ Eniwetok vào ngày 4 tháng 1, 1946 cho hành trình quay trở về Hoa Kỳ, đi ngang qua San Diego, California để trở về New York. Nó đi đến Green Cove Springs, Florida, rồi được cho xuất biên chế tại đây vào ngày 24 tháng 6, 1946, và được đưa về Hạm đội Dự bị Đại Tây Dương.

### Fessenden(DER-142)
Fessenden được cho cải biến thành một tàu hộ tống khu trục cột mốc radar tại Boston, Massachusetts, và được xếp lại lớp với ký hiệu lườn mới DER-142 vào ngày 1 tháng 10, 1951. Nó được tái biên chế trở lại vào ngày 4 tháng 3, 1952 dưới quyền chỉ huy của Hạm trưởng, Thiếu tá Hải quân Henry L. Burgess.
Sau khi được huấn luyện chống tàu ngầm ngoài khơi Key West, Florida, Fessenden quay trở về cảng nhà Newport, Rhode Island vào ngày 25 tháng 9, bắt đầu phục vụ tại các trạm canh phòng radar ở Bắc Đại Tây Dương, trong Đường cảnh báo sớm từ xa - (DEW: Distant Early Warning) Line - nhằm cảnh báo sớm khả năng bị máy bay ném bom chiến lược hay tên lửa đạn đạo đối phương tấn công. Con tàu chỉ quay trở về căn cứ để bảo trì hay huấn luyện ôn tập. Nó cùng với đội của nó khởi hành từ Newport vào ngày 15 tháng 7, 1957 để đi sang cảng nhà mới Trân Châu Cảng, nhưng vẫn tiếp tục phục vụ trong vai trò các trạm canh phòng radar cảnh báo sớm tại Thái Bình Dương từ ngày 18 tháng 8, 1957 đến ngày 18 tháng 3, 1960. Nó rời vùng biển Hawaii để quay trở về San Francisco, California.
Fessenden được cho xuất biên chế lần sau cùng vào ngày 30 tháng 6, 1960, và được đưa về thành phần dự bị tại Stockton, California. Tên nó được cho rút khỏi danh sách Đăng bạ Hải quân vào ngày 1 tháng 9, 1966, và con tàu sau cùng bị đánh chìm như một mục tiêu ngoài khơi Trân Châu Cảng vào ngày 20 tháng 12, 1967.

## Phần thưởng
Fessenden được tặng thưởng hai Ngôi sao Chiến trận do thành tích phục vụ trong Thế Chiến II.
|  |  |                           |
|  |  | Bronze star · Bronze star |
|  |  |                           |

| Dãi băng Hoạt động Tác chiến (truy tặng) |                                               |                                                                              |
| Huân chương Chiến dịch Hoa Kỳ            | Huân chương Chiến dịch Châu Á-Thái Bình Dương | Huân chương Chiến dịch Châu Âu-Châu Phi-Trung Đông với 2 Ngôi sao Chiến trận |
| Huân chương Chiến thắng Thế Chiến II     | Huân chương Phục vụ Chiếm đóng Hải quân       | Huân chương Phục vụ Phòng vệ Quốc gia                                        |